# Eastpointe
Eastpointe is een plaats (city) in de Amerikaanse staat Michigan, en valt bestuurlijk gezien onder Macomb County.

## Demografie
Bij de volkstelling in 2000 werd het aantal inwoners vastgesteld op 34.077.
In 2006 is het aantal inwoners door het United States Census Bureau geschat op 32.949, een daling van 1128 (-3,3%).

## Geografie
Volgens het United States Census Bureau beslaat de plaats een oppervlakte van
13,2 km², geheel bestaande uit land.

## Plaatsen in de nabije omgeving
De onderstaande figuur toont nabijgelegen plaatsen in een straal van 8 km rond Eastpointe.

## Geboren
- Jerry Linenger (1955), astronaut